# Ruhrmündungsstadt

Plan der Ruhrmündungsstadt in den 1920er Jahren

Als Ruhrmündungsstadt bezeichnete man die Vorschläge führender Wirtschaftskreise und des damaligen Duisburger Oberbürgermeisters Karl Jarres in den 1920er Jahren, die Städte Mülheim an der Ruhr, Oberhausen, Sterkrade, Osterfeld, Homberg und Rheinhausen mit Duisburg zu einem Großgemeinwesen zu vereinigen.
Der wirtschaftliche Charakter des für diese Ruhrmündungsstadt in Betracht kommenden Gemeinwesens hätte seine stärkste Ausprägung in der Gemeinsamkeit von Schwereisenindustrie, Bergbau und  der riesigen Umschlagskraft der Häfen im Ruhrmündungsgebiet gefunden.
Der Vorschlag wurde gemacht, da der Plan einer Ruhrstadt von Duisburg bis Dortmund aufgegeben worden war. Stattdessen dachte man darüber nach, das heutige Ruhrgebiet in etwa fünf Großstädte um die Stadtkerne Duisburg, Essen, Gelsenkirchen, Bochum und Dortmund einzuteilen. Auch der Vorschlag einer Ruhrmündungsstadt scheiterte schließlich am Veto der selbstständigen Städte Mülheim an der Ruhr und Oberhausen sowie am Widerspruch der preußischen Regierung.